# Al-'Abbas ibn Abi l-Futuh
 al-ʿAbbās ibn Abī l-Futūḥ (in arabo ﺍﻟﻌﺒﺎﺱ ﺑﻦ ﺍﺑﻲ ﺍﻟﻔﺘﻮﺡ‎?; 1115 – al-Muwaylih, 7 giugno 1154) è stato un vizir berbero fatimide.
Abū l-Faḍl al-ʿAbbās ibn Abī l-Futūḥ Yaḥyā b. Tamīm b. Muʿizz b. Bādīs al-Ṣanhājī, detto "al-Afḍal Rukn al-Dīn" era un discendente degli Ziridi e operò come vizir fatimide dal 1153 al 1154, anno della sua morte.
Alla morte di suo padre Abū l-Futūḥ, sua madre si rimaritò col generale fatimide, assegnato alle piazze di Alessandria e di al-Buḥayra, al-ʿĀdil b. Sallār, destinato di lì a poco ad assumere la carica di vizir presso la corte fatimide del Cairo.
Nel 1149 l'Imam al-Ẓāfir bi-dīn Allāh chiamò a fungere da suo vizir Ibn Maṣāl ma Ibn Sallār insorse e, alla testa delle sue truppe, marciò sulla capitale, obbligando al-Ẓāfir ad assegnare a lui quella carica.
Quando il padrigno conquistò il potere ai danni dello sconfitto Ibn Maṣāl, al-ʿAbbās godette di tutti i privilegi che gli derivavano dal suo nuovo status familiare, rafforzato dal fatto che suo figlio, Nāṣir al-Dīn Naṣr entrò in intimi rapporti con l'Imam. Tanto amichevoli da far mormorare l'opinione pubblica che i due fossero amanti.
Con il favore inespresso dell'Imam, Naṣr (che era stato nel frattempo elevato all'importante funzione di comandante della guarnigione di ʿAsqalān, il principale porto fatimide in una Siria ormai stretta dalla morsa dei Crociati) tornò segretamente al Cairo e assassinò il padrigno il 3 aprile del 1153, lasciando campo sgombero per i Crociati che s'impadronirono così di ʿAsqalān poco dopo (20 agosto 1153).

Al Cairo però il posto di vizir fu assicurato per al-ʿAbbās, anche se non furono davvero molti coloro che pensarono che tutti quegli avvenimenti non fossero intimamente connessi tra loro.
A questo punto però le cose si complicarono decisamente e se al-ʿAbbās cominciò a sospettare che il figlio tramasse il suo assassinio, anche Naṣr temette che una segreta alleanza fosse stata intessuta ai suoi danni dall'Imam e dal padre, tanto da indurlo a pugnalare a morte al-Ẓāfir e da fare elevare al trono suo figlio al-Fāiz, di appena cinque anni.
L'arrivo di Ṭalāʾīʿ b. Ruzzīk, invocato dalle donne della Corte fatimide, mise fine alle fortune di al-ʿAbbās e di Naṣr, che furono costretti ad abbandonare precipitosamente il Paese.
Caddero però entrambi nelle mani dei Crociati e se al padre fu tolta immediatamente la vita il 7 giugno del 1154, assieme a tutto ciò che di prezioso questi s'era portato con sé, prelevandolo dal Tesoro fatimide, il figlio fu consegnato a Ṭalāʾīʿ che un anno dopo lo consegnò alle donne dell'harem e a una crudele quanto inevitabile morte.